# Francisco Barrera

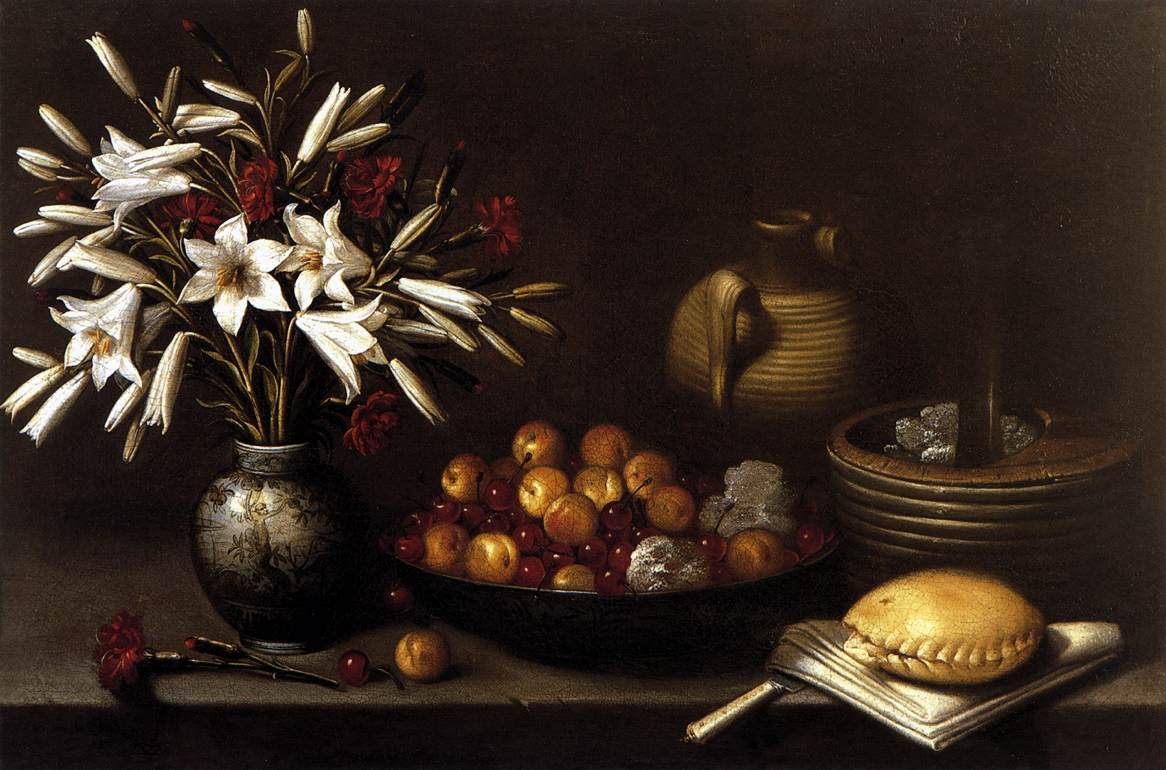
Naturaleza muerta con flores y frutas, 1643, óleo sobre lienzo (63,5x94,5 cm.), colección particular.

Francisco Barrera, o Barreda, (c.1595-1658) fue un pintor barroco español activo en Madrid, especializado en la pintura de bodegones o naturalezas muertas. «Pintor de tienda», según la terminología de la época, y de considerable fortuna, ha sido conocido en la historia del arte por su defensa de la liberalidad del arte de la pintura mejor que por el reducido número de obras conservadas.

## Biografía
Aunque alguna vez ha sido considerado sevillano, todas las noticias documentales lo sitúan avecindado en Madrid, donde residía al menos desde 1625. Entre 1632 y 1657 la documentación a él referida es abundante y se conservan también de esos años algunos cuadros firmados siempre en Madrid. En vida fue un pintor de considerable éxito y fortuna, a juzgar por el número de sus propiedades y la cantidad que le correspondió pagar en el repartimiento hacendístico de 1637, 800 reales, una cantidad superior a la pagada por cualquier otro pintor, incluido Velázquez. Desempeñó también ciertas responsabilidades gremiales y así, en 1642, en calidad de "repartidor del arte de los pintores", reclamó a Velázquez el pago de la milicia «como lo hacen todos los demás pintores». 
En esa condición había intervenido ya en 1634 en el pleito de la Hermandad de los Siete Dolores, que enfrentó a los pintores madrileños a cuenta de un paso procesional que algunos de ellos se habían comprometido a sacar en Viernes Santo, y en 1639 encabezó la reclamación de los pintores madrileños contra el pago de la alcabala, defendiendo que el arte de la pintura es un arte liberal y, en consecuencia, no debía ser gravado como se hacía con los oficios mecánicos, pleito que sería ganado por los pintores. Su fama, sin embargo, pronto se vio eclipsada y ya Antonio Palomino obvió su biografía, recordándole únicamente a cuenta de este último pleito.

## Obra
Su obra debió de ser abundante y variada, incluyendo asuntos religiosos y retratos. Así, cuando en 1633 los alcaldes de la casa de Su Majestad ordenaron recoger y examinar los retratos de los reyes que tuviesen los pintores en sus casas y los que estuviesen expuestos en público, pues juzgaban que muchos de ellos eran indecentes o contrarios al arte, sometiendo ochenta y siete de ellos a la censura de Velázquez y de Vicente Carducho, Barrera fue uno de los pintores afectados junto con el también bodegonista Antonio Ponce. Y en 1644 tuvo un tropiezo con la Inquisición, sin consecuencias para él, al delatar un presbítero las pinturas de los Siete Arcángeles que tenía en venta. Del proceso que siguió a la denuncia se desprende, además, que tenía tienda abierta en la calle Mayor de Madrid, frente a las gradas de San Felipe, donde tenía expuestas las pinturas de los Arcángeles, lo que podría explicar el olvido de Palomino, censor de tales usos. Ocasionalmente trabajó también para la Corte en decoraciones festivas de carácter efímero, en compañía de Antonio Ponce, con motivo de las entradas de la princesa de Carignano (1637) y de la reina Mariana de Austria, esposa de Felipe IV (1649). 
Pero de su obra únicamente se han conservado algunos bodegones del periodo comprendido entre 1632 y 1645, tratados con un tenebrimismo atenuado cercano al de otros artistas madrileños de su tiempo. En sus bodegones se manifestó especialmente próximo a los de Juan van der Hamen, en cuyo círculo pudo haberse formado, si bien en la obra de Barrera se advierte en conjunto un impulso más barroco. Entre estos bodegones, con variedad de frutas, flores y piezas de caza, y en ocasiones también alguna figura humana, cabe mencionar una Naturaleza muerta con un cesto lleno de uvas (1642), de la Galería de los Uffizi de Florencia, el Mes de mayo, Bratislava, Slovenská Národní Galeriey, y el Mes de julio expuesto en la Galería Strodoceska de Praga, restos aparentemente de una serie dedicada a los meses del año representados por sus frutos y viandas. 
El conjunto más conocido es, con todo, la serie de Las cuatro estaciones (1638), expuesta en el Museo de Bellas Artes de Sevilla, en las que sobre un fondo paisajístico alusivo a la estación del año y un personaje alegórico, se representan gran cantidad de alimentos característicos de cada época. En la primavera, por ejemplo, lo representado es la diosa Flora rodeada de patos, tórtolas, un cordero, un congrio, lampreas, arenques, habas, puerros etc., y en el paisaje un palacio rodeado de jardines en el que cabe ver representado el del Buen Retiro de Madrid. En el verano el personaje es un muchacho con gavillas de trigo sobre los hombros, en el otoño un vendimiador recogiendo las uvas maduras y en el invierno un anciano que se calienta las manos, pudiendo distinguirse entre los alimentos algunos dulces como turrón, rosquillas, embutidos e incluso una olla para fabricar compotas, todo ello conforme a sus tradicionales iconografías.
Esa atención a los frutos del campo relacionados con los meses y las estaciones del año ha llevado al crítico gastronómico Ángel E. Carrascosa a decir:
"Si en la Historia de la Pintura, el bodegón es el género más relacionado con el mundo de la gastronomía, el pintor que mejor ha reflejado en sus cuadros los productos de temporada es, sin duda alguna, Francisco Barrera."
Buena parte de su obra conservada pertenece a colecciones particulares.

## Las cuatro estaciones

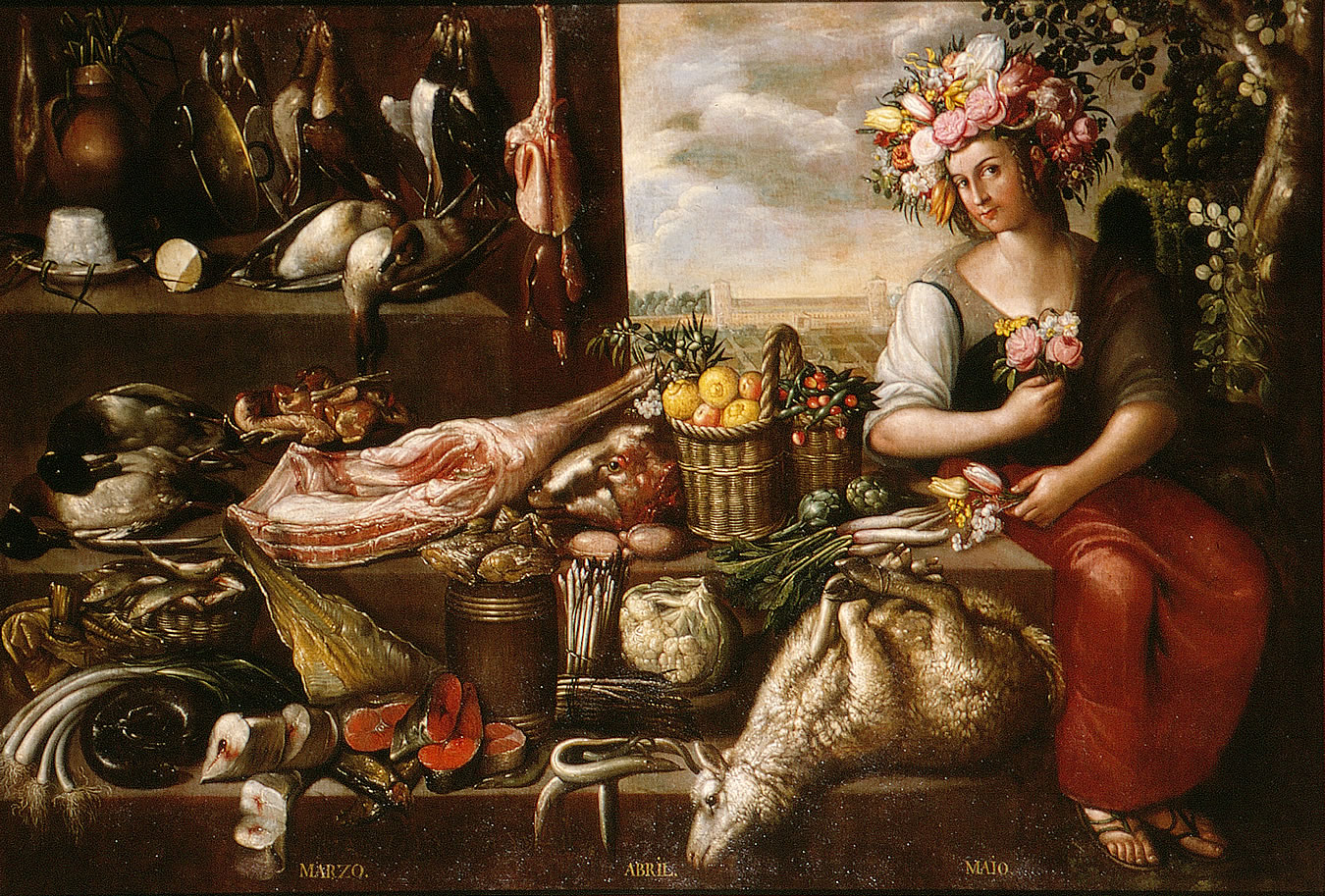
La primavera  (Museo de Bellas Artes de Sevilla)
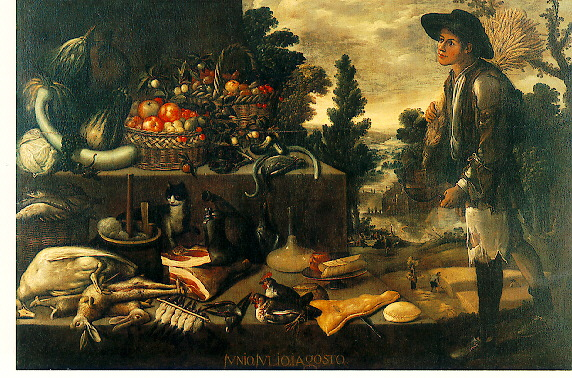
El verano  (Museo de Bellas Artes de Sevilla)
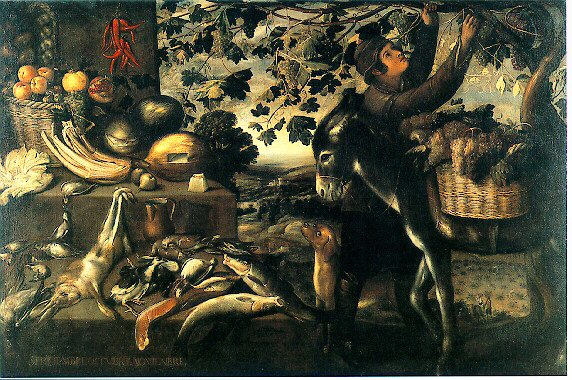
El otoño  (Museo de Bellas Artes de Sevilla)
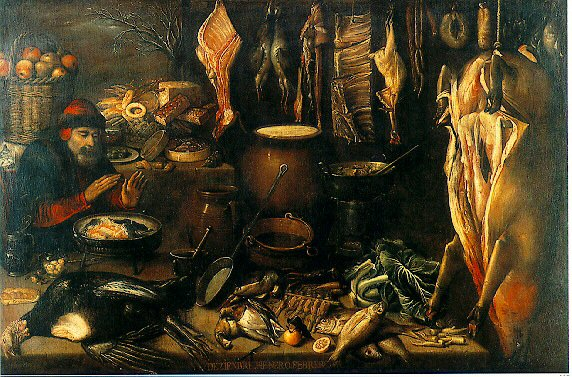
El invierno  (Museo de Bellas Artes de Sevilla)